# Jens Martin Gammelby
Jens Martin Gammelby (ur. 5 lutego 1995 w Ikast) – duński piłkarz występujący na pozycji obrońcy w Silkeborg IF.

## Kariera
Jako junior grał w młodzieżowych drużynach FC Midtjylland oraz Silkeborg IF. W tej drugiej drużynie zadebiutował na poziomie seniorskim 27 marca 2014 w wygranym 1:0 meczu z Hobro IK. W sezonie 2013/14 Silkeborg wywalczył awans do Superligaen. W tych rozgrywkach Gammelby zadebiutował 20 lipca 2014 w zremisowanym 0:0 spotkaniu z FC København. W sezonie 2014/15 Silkeborg spadł do niższej ligi, jednak w kolejnym powrócił do Superligaen. W sezonie 2017/18 zespół ponownie nie utrzymał się w pierwszej lidze. 
1 lipca 2018 został zawodnikiem Brøndby IF. Pierwszy występ w nowych barwach zaliczył 29 lipca 2018 w wygranym 2:1 meczu z Hobro IK. Gammelby wszedł na boisko w samej końcówce spotkania. W 2020 roku został wypożyczony na jeden sezon do Lyngby BK. 21 stycznia 2022 został ponownie wypożyczony, tym razem do Miedzi Legnica na jeden rok. 29 sierpnia 2022 jego wypożyczenie zostało skrócone przez Brøndby.
W lutym 2023 został nowym zawodnikiem HamKam. W Eliteserien zadebiutował 10 kwietnia 2023 w meczu z Sandefjord Fotball (2:0). We wrześniu 2023 Silkeborg IF ogłosił, że Gammelby zostanie ponownie zawodnikiem tego klubu od początku 2024 roku.